# Queen of the Desert
Queen of the Desert is een Amerikaanse film uit 2015, geschreven en geregisseerd door Werner Herzog. De film ging in première op 6 februari op het Internationaal filmfestival van Berlijn in de competitie voor de Gouden en Zilveren Beer.

## Verhaal
De film vertelt het verhaal van Gertrude Bell (1868-1926), een Brits ontdekkingsreizigster en archeologe.

## Rolverdeling
| Acteur           | Personage        |
| ---------------- | ---------------- |
| Nicole Kidman    | Gertrude Bell    |
| James Franco     | Henry Cadogan    |
| Damian Lewis     | Charles D.-Wylie |
| Robert Pattinson | T.E. Lawrence    |
| Assaad Bouab     | sjeik            |

## Productie
De opnames begonnen op 20 december 2013. Herzog filmde achtergrondscenes zonder aanwezigheid van de cast in Merzouga, Marokko en Petra, Jordanië. Het filmen met de cast startte in Merzouga op 13 januari 2014 en vond ook plaats in Marrakesh en Erfoud tot 26 februari 2014 in Ouarzazate, Marokko. Daarna verhuisde de filmploeg naar Londen en het filmen werd beëindigd op 6 maart 2014.